# Svenska Pommern
För andra betydelser, se Pommern (olika betydelser).

Karta över (del av) Svenska Pommern, 1679

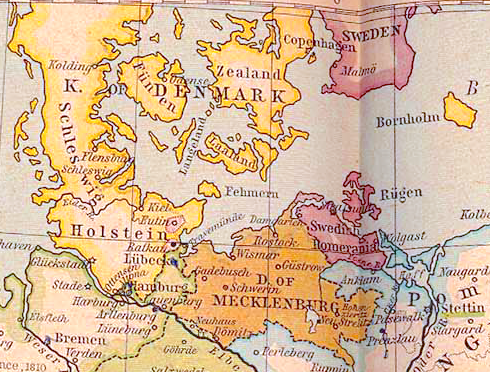
Svenska Pommern 1812.

Svenska Pommern, idag Vorpommern, var den del av Pommern som Sverige erhöll i Westfaliska freden 1648, och som var i svensk ägo till år 1815. Dit räknades ön Rügen och en viss period ön Usedom samt städerna Stralsund och Greifswald.

## Historia

Statsvapen under Bogislav XIV:s styre.

Flagga.

Pommern var sedan 1100-talet ett hertigdöme under Huset Grip. År 1621 blev Bogislav XIV av Pommern hertig av Stettin och 1625 ärvde han även den utslocknade wolgastska linjen och med honom utdog 10 mars 1637 Pommerns gamla fursteätt på manssidan. Under hans regering hade Pommern blivit en krigsskådeplats i Trettioåriga kriget. Stralsund, belägrat av de kejserliga, knöt i juni 1628 förbund med Gustav II Adolf som därigenom fick en fast punkt i Pommern. Ett "evigt" förbund ingicks mellan honom och hertig Bogislav 10 juli 1630. Före årets utgång hade svenskarna fullbordat landets militära ockupation och från den stunden var Sveriges kung den verklige härskaren där.
Gustav Adolf erkände Brandenburgs successionsrätt, men hade som villkor att kurfursten Georg Vilhelm skulle bryta med kejsaren. Med tanke på den förestående tronledigheten antog Pommerns ständer år 1634 en regementsförfattning, som uppdrog det tillfälliga styret åt ett åtta man starkt direktorium. Men då Brandenburg 1638 skaffade sig kejsarens investitur på länet fick direktoriet befallning att upplösas. Befallningen genomfördes och Pommern föll i fullständig anarki vilket ledde till att Sverige försökte ta över styret. Detta sköttes tills vidare i militärisk anda. Lillieström var sedan 1636 en huvudperson i Pommerns förvaltning, där han gjorde värdefulla insatser. Ett "Concilium status" i Stettin skötte från 1641 alla ärenden till dess att freden gav Sverige rättslig besittning av Pommern.
Genom freden i Osnabrück 1648 erhöll Brandenburg Hinterpommern, utom Stettin och en landsträcka öster om Oder (amten Damm och Gollnow) samt ön Wollin. Dessa områden lades jämte hela Vorpommern samt öarna Rügen och Usedom till Sverige, som även fick arvsrätt till Hinterpommern efter Brandenburg - allt som län av kejsaren. Den för Sverige förmånliga Stettinrecessen 1653 avgjorde tvisten med Brandenburg rörande gränsen. Åt Mecklenburg gick gränsen, enligt reglering år 1591, längs Trebel och Recknitz. I allt innefattade det svenska området omkring 20 000 km².
Pommerns historia under svenskt välde är länge en historia om mycken strid och nöd. Sedan under åren 1657–1659 polacker, österrikare och brandenburgare härjat i landet, kom de svåra krigsåren 1675–1679, då danskars och brandenburgares överenskommelse, att de förra skulle ha Rügen och de senare det egentliga Pommern, föreföll bli verklighet. Men båda måste uppge sina anspråk, Danmark i Lund 1679, Brandenburg i Saint-Germain samma år.
Brandenburg vann blott den lilla sträckan på Oders östra strand, med Greifenhagen och Bahn samt Gollnow, i pant för en penningsumma (som dock 1693 inbetaltes). De första åren av det Stora nordiska kriget lämnade Pommern oberört. Men sedan kejsarens och sjömakternas underhandlingar om neutralitet för Tyska riket hade strandat på Karl XII:s oböjliga vilja, nalkades stormen även dit. I augusti 1712 marscherade danska, ryska och polska skaror över gränsen. Magnus Stenbock kunde skaffa blott ett ögonblicks luft. År 1713 uppträdde Preussen först som tvetydig medlare (sekvestrationstraktaterna i juni och oktober 1713), men snart som öppen fiende.
Karl XII ledde ett helt år (november 1714 - december 1715) försvaret från Stralsunds murar, men måste omsider fly. Rügen och Vorpommern ovan Peene blev danskarnas byte, resten besattes av preussarna. Danmark måste dock lämna sin andel tillbaka genom freden i Frederiksborg 3 juni 1720, men Preussen fick behålla sin erövring i Stockholmsfreden 20 januari 1720, där Sverige avträdde alla de delar av Hinterpommern som vunnits 1648, samt därtill Vorpommern söder om Peene och öarna Wollin och Usedom. Återstoden av Sveriges pommerska provins, det s.k. Svenska Pommern, utgjorde 7 000 km².
Ett försök att genom det så kallade pommerska kriget (1757–1762) återfå det förlorade misslyckades. Gustav IV Adolfs deltagande i Svensk-franska kriget 1805-1810 ledde till Pommerns ockupation av fransmännen 1807–1810. I freden i Kiel 14 januari 1814 gav Sverige Pommern åt Danmark i utbyte mot Norge. Pommerns öde bestämdes varaktigt genom Preussens traktater med Danmark 4 juni och med Sverige 7 juni 1815. Preussen erhöll landet, men överlämnade i stället Lauenburg och 2,6 miljoner thaler till Danmark samt 3,5 miljoner thaler som krigskostnadsersättning till Sverige. Det nyvunna landet införlivades som Neuvorpommern med den preussiska provinsen Pommern.

## Författning och förvaltning under svenskt styre
I landet fanns en starkt privilegierad adel och en talrik klass livegna, som ännu mot 1700-talets slut utgjorde 2/3 av landsbygdens invånare. De adliga godsen var indelade i distrikt; de kungliga domänerna - som mot slutet av svenska väldet utgjorde åtminstone 1/4 av landet - var indelade i amt.
Pommerns ställning till svenska kronan kom att helt och hållet bero på de underhandlingar som efter westfaliska freden öppnades mellan lantdagen och svenska regeringen. Länge fruktlösa ledde dessa underhandlingar omsider till Regeringsformen av 17 juli 1663 (utfärdad genom kungliga recessen 10 april 1669). Först därefter (1664) hyllade Pommerns ständer Sveriges krona.
Landets överhet, på konungens av Sverige vägnar, var Die königliche Landesregierung, vilken utgjordes av generalguvernören, alltid ett svenskt riksråd, som ordförande och fem regeringsråd som bisittare, bland dem presidenten för hovrätten (ämbetet var obesatt 1678–1772), kanslern och slottshauptmannen i Stettin, överinspektor för de kungliga amten.
I mycket viktiga fall skulle lantständerna (adeln, representanter för städerna och, till 1690-talet, prästerna) sammankallas. Adeln representerades på lantdagen av en deputerad från varje distrikt, försedd med instruktioner från distriktets adelskonvent. Städernas stånd bestod av en deputerad från varje politiskt berättigad stad (främst Stralsund). En Erblandmarschall var lantdagens ordförande. Ett tredje viktigt element på lantdagen var de 10 (sedermera fem) lantråden, som utnämndes av regeringen efter ständernas förslag. De bildade landets råd, medlade mellan pomrarna och svenska regeringen och vakade över författningen.
Lantdagen, som under de pommerska hertigarnas tid hade stora befogenheter, kunde gentemot Sverige visserligen inte behålla någon avgörande myndighet, fastän 1663 års författning gav Pommerns ständer veto i Sveriges politik, för så vitt den rörde Pommern. Ständerna hade emellertid oinskränkt petitionsrätt och genom Fredrik I:s privilegier 1720 uttrycklig rätt att delta i lagstiftning och beskattning. Det påstås även, att deras samtycke erfordrades till avsöndrande eller reduktion av dominialgods. Men redan de gamla hertigarna hade bortskänkt gods utan lantdagens hörande. Drottning Kristina avsöndrade på samma sätt hela amt, och ännu mindre inflytande fick ständerna på godsens reduktion. De hade flera gånger begärt reduktion. Men då den till sist kom, tillfrågades de inte och Karl XI förklarade att lantdagen inte hade med saken att göra.
Den pommerska adeln talade något om att vädja till kejsaren undan reduktionsdomarna, men man fann sig i det oundvikliga, särskilt som reduktionsverket i Pommern hade i Gustaf Adolf De la Gardie fått en synnerligen human chef. Arbetet försiggick med kraft först från 1692 och var färdigt i huvudsak redan med året 1694, eftersom mycket hade under Karl X Gustav avklarats. Senare, då Sverige självt fick konungar av mindre kraft och auktoritet, växte även de pommerska lantständernas lust till motstånd mot kronans förordnanden. Den antydda utvägen att mot svenska regeringens påbud vädja till rikets myndigheter blev då det vapen de betjänade sig av. Den blev till och med hörnstenen i en hel statsrättslig teori, som de med största iver förfäktade. År 1799 skedde även i två fall sådan appellation, fastän den svenska regeringen i sista stund lyckades få lantständerna att frångå den.

### Rättsväsendet under svenskt styre
Rättsväsendet i Pommern led av stor förvirring, då det inte fanns någon ordentlig lagbok. Den bestående rätten utgjorde en brokig samling av skilda rättsnormer. Den svenska styrelsen bringade åtminstone ordning i domstolsväsendet. Från underrätterna vädjades till hovrätten i Greifswald sedan 1655 (förlagd till Wolgast åren 1665–1680); där dömdes efter 1672 års hovrättsordning, ett verk av David Mevius. Andliga mål gick till konsistorium i Greifswald. I högsta instans avgjordes målen av överdomstolen för Sveriges tyska besittningar, Höga tribunalet i Wismar (öppnat 1653).

### Ekonomi och befolkning
I ekonomiskt hänseende var Pommern ingen vinst för Sverige. Endast under furst Hessensteins förvaltning (1776–1791) gav landet något överskott (totalinkomsten var 250 000 thaler år 1782). Annars behövdes tillskott från Sverige (till exempel till Stralsunds fästning och försvarsväsendet överhuvud).
Den förnämsta inkomstkällan var licenten eller stora sjötullen av utrikeshandeln. Accisen (på spirituosa och kvarnförd spannmål) avlöstes på landet år 1672 av en personlig skatt, quartal-steuer. Under 30-åriga kriget blev kontributioner stående, och på 1700-talet hade de övergått till en ordinarie grundskatt, hujensteuer. Först Karl XI centraliserade penningförvaltningen, i den kungliga kammaren 1684, som lydde under Statskontoret i Stockholm.
Pommerns befolkning utgjorde i slutet av 1700-talet omkring 100 000 personer. (89 000 år 1766, 113 000 år 1802), varav nära 1/4 bodde på Rügen.

### Reformer under sen svensk tid
Genom en kunglig skrivelse den 26 juni 1806 blev Pommerns gamla författning upphävd, och i stället förklarades gällande 1772 års regeringsform och 1789 års Förenings- och säkerhetsakt svenska författningar samt 1734 års lag (att tillämpas efter 1 september 1808). Orsaken till denna statskupp var att lantständerna åter, nu trots kungligt förbud, appellerade till domstolarna mot kungliga förordningar, som till exempel förordningen av 30 april 1806 om ett pommerskt lantvärn. I samband med nyordnandet gjorde Gustav IV Adolf ett försök med departementalstyrelse.
Även svensk kyrkoförfattning infördes. Landet delades i fyra härad ("ämter"), och dessa i socknar. I saker som rörde endast Pommern och Rügen skulle lantdag sammankallas. En sådan lantdag, sammansatt ståndsvis efter svenska riksdagens föredöme, var också samlad i Greifswald 4 augusti–18 augusti 1806, mottog kungens försäkran och gav honom hyllning med åberopande av den svenska statsförfattningen. Dessutom åtog den sig en av konungen önskad garanti av kammarens skulder. Detta år grundades också det svenska Riddarhuset för Pommern och Rügen.
I samband med statskuppen genomfördes eller påtänktes åtminstone en rad sociala reformer. Den viktigaste var livegenskapens upphävande genom en förordning av 4 juli 1806. Meningen var dessutom att i Pommern genomföra enskiftes verk, varom en förordning också utfärdades.

## Generalguvernörer
- 1631-1633 Klas Horn
- 1633-1638 Sten Svantesson Bielke
- 1638-1641 Johan Banér
- 1641-1648 Lennart Torstenson
- 1648-1650 Carl Gustaf Wrangel
- 1650-1652 Johan Axelsson Oxenstierna
- 1652-1661(?) Axel Lillie
- 1661-1676(?) Carl Gustaf Wrangel
- 1678-1679 Besatt av Brandenburg
- 1679-1685 Otto Wilhelm Königsmarck
- 1687-1698 Nils Bielke
- 1698-1711 Jurgen Mellin
- 1715-1720 Besatt av Preussen och Danmark
- 1720-1747 Johan August Meijerfeldt d.ä.
- 1748-1766 Axel Löwen
- 1766-1772 Hans Henrik von Liewen d.y.
- 1772-1776 Fredrik Carl Sinclair
- 1776-1791 Fredrik Vilhelm von Hessenstein
- 1792-1796 Eric Ruuth
- 1796-1800 Philip von Platen
- 1800-1807 Hans Henric von Essen
- 1807-1809 Besatt av Frankrike
- 1811-1812 Carl Mörner af Tuna